# تپه سالارآباد
تپه سالار آباد مربوط به دوره سلجوقیان است و در شهرستان کرمانشاه، بخش مرکز ی، دهستان رازآور، روستای سالارآباد واقع شده و این اثر در تاریخ ۷ خرداد ۱۳۸۷ با شمارهٔ ثبت ۲۲۸۱۲ به‌عنوان یکی از آثار ملی ایران به ثبت رسیده است.